# Dean Bombač
Dean Bombač (Koper, 1989. április 4. –) szlovén kézilabdázó, a Győri ETO-UNI FKC és a szlovén férfi kézilabda-válogatott játékosa. Posztja szerint irányító,mezszáma a 44-es.

## Pályafutása

### Klubcsapatban
Dean Bombač szülővárosában, a Koper csapatában kezdett kézilabdázni. 2007-ben mutatkozott be a felnőttek között. A klub játékosaként 2009-ben megnyerte a szlovén bajnokságot, 2008-ban, 2009-ben és 2011-ben pedig a Szlovén Kupát. Nemzetközi szinten a legkiemelkedőbb eredményei a Bajnokok Ligája 2011–2012-es szezonjában elért negyeddöntő, illetve a Challenge Cup megnyerése volt a 2010–2011-es szezonban.
2013-ban csatlakozott a fehérorosz bajnok Dinamo Minszk csapatához. A csapat bár a 2013–2014-es idényben bejutott a Bajnokok Ligája csoportkörébe, pénzügyi nehézségek miatt 2014 februárjában elengedte meghatározó játékosait, így Bombač a francia Pays d’Aix UC játékosa lett. A 2014–2015-ös idény előtt két évre aláírt a Pick Szegedhez, ahol hamar közönségkedvenccé vált.A 2015-2016-os Bajnokok Ligája idény legjobb irányítójának választották.
2016 nyarán a lengyel Vive Kielce igazolta le. A Kielcével megnyerte a 2017-es és 2018-as lengyel bajnokságot, valamint Lengyel Kupát. 2018 nyarától újból a MOL-Pick Szeged játékosa lett. 2019-ben Magyar Kupát nyert a szegedi csapattal. 2020 februárjában 2024 nyaráig meghosszabbította szerződését a csapattal. 2021-ben és 2022-ben magyar bajnok lett. 2024 nyarán a magyar élvonalba frissen feljutó Győri ETO-UNI FKC-hez szerződött.

### A válogatottban
2009-ben bronzérmet szerzett a szlovén csapat tagjaként a U-21-es világbajnokságon, ahol tíz mérkőzésen 44 gólt ért el. Részt vett a 2015-ös világbajnokságon, valamint a 2016-os Európa-bajnokságon és olimpián. A 2020-as férfi kézilabda-Európa-bajnokságon negyedik helyen végzett a szlovén válogatottal, az Izland elleni középdöntős mérkőzésen kilenc gólt lőtt, valamint tíz gólpasszal segítette csapattársait, a középdöntő álomcsapatába is beválasztották.

## Pályán kívül
Bombac nős, egy kislány és két fiú édesapja.

## Sikerei, díjai
Szlovén válogatott
- Európa-bajnoki negyedik helyezett: 2020

Koper
- Challenge Cup-győztes: 2010-2011
- Szlovén bajnok: 2007-2008
- Szlovén kupagyőztes: 2009, 2011

Kielce
- Lengyel bajnok: 2016-2017, 2017-2018
- Lengyel kupagyőztes: 2017, 2018

Szeged
- Magyar Kupa-győztes: 2019[17]
- Magyar bajnok: 2021, 2022

Egyéni elismerés
- A 2015–2016-os Bajnokok Ligája szezon All Star csapatának tagja és legjobb irányítója[18]
- A lengyel bajnokság legjobb irányítója (2018)
- A Magyar Kupa legjobb játékosa (2019)
- Az EB középdöntő álomcsapatának tagja (2020)